# Nausigaster flukei
Nausigaster flukei är en tvåvingeart som beskrevs av Charles Howard Curran 1941. Nausigaster flukei ingår i släktet Nausigaster och familjen blomflugor. Inga underarter finns listade i Catalogue of Life.